# Caragana tekesiensis
Caragana tekesiensis là một loài thực vật có hoa trong họ Đậu. Loài này được Y.Z. Zhao & D.W. Zhou miêu tả khoa học đầu tiên năm 1990.